# Alfa Romeo Disco Volante
Alfa Romeo Disco Volante (Flygande tefat) var en prototyp tillverkad av den italienska biltillverkaren Alfa Romeo 1952.

## Alfa Romeo Disco Volante
Alfa Romeo hade dragit sig tillbaka från motorsporten efter segern i formel 1-VM 1951. Motorsportavdelningen kom istället att ägna sig åt utveckling inom områden som motor- och chassiteknik. 1952 presenterades 1900 C52, eller Disco Volante, med motor och hjulupphängning från 1900-modellen. Motorn hade trimmats och fått ett nytt motorblock i aluminium. Bilen hade en ram uppbyggd av tunna rör. Carrozzeria Touring hade byggt spektakulära karosser för bästa aerodynamik, två spiders och en coupé.
Senare under 1950-talet byggde Alfa Romeo sportvagnen 3000 CM med kaross inspirerad av Disco Volante. Den hade sexcylindriga motorer på 3 till 3,5 liter. Tekniken med rörram återkom i Giulia TZ.

## Touring Superleggera Disco Volante
På Internationella bilsalongen i Genève 2012 visade den italienska karossbyggaren Touring Superleggera upp en modern version av Disco Volante, 60 år efter originalet. Bilen baserades på Alfa Romeo 8C Competizione.

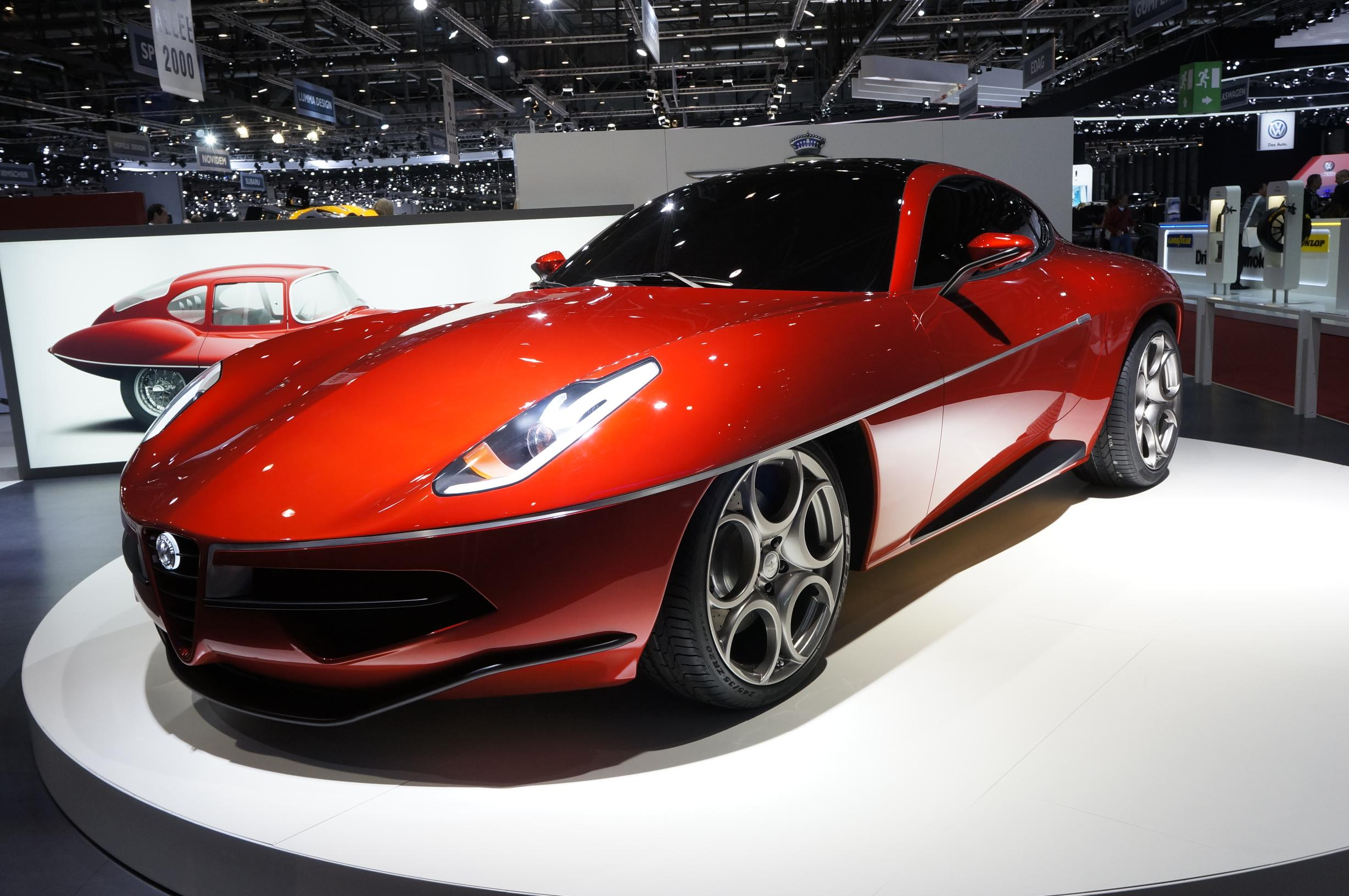
Disco Volante 2012